# Psychotria oaxacensis
Psychotria oaxacensis är en måreväxtart som beskrevs av Attila L. Borhidi och Salas-mor.. Psychotria oaxacensis ingår i släktet Psychotria och familjen måreväxter. Inga underarter finns listade i Catalogue of Life.